# API nativa do Windows
A API nativa é uma interface de programação de aplicativos (API) básica usada pelo Windows NT e aplicativos de modo de usuário. Esta API é usada nos estágios iniciais do processo de inicialização do Windows NT, quando outros componentes e APIs ainda estão indisponíveis. Portanto, alguns componentes do Windows, como o Subsistema de tempo de execução cliente/servidor (CSRSS, na sigla em inglês), são implementados usando a API nativa. Ela também é usada por sub-rotinas como aquelas no kernel32.dll que implementam a API do Windows, a API baseada na qual a maioria dos componentes do Windows são criados. 